# Kim Dong-jun
Kim Dong-jun (en hangul, 김동준; en hanja, 金桐俊; Busan, 11 de febrero de 1992) es un cantante y actor surcoreano, conocido por ser miembro del grupo masculino surcoreano ZE:A.

## Biografía
Tiene un hermano mayor, Kim Dong-hyeon.
El 12 de junio de 2021 inició su servicio militar obligatorio.

## Carrera
Es miembro de la agencia "MAJOR9". En agosto del 2020 se anunció que había renovado su contrato con la agencia.
En el 2014 fue designado como uno de los portadores de la antorcha de los "17mo Asiáticos Incheon Juegos" (2014 Incheon Asian Games).

### Música
En el 2010 y con sólo 17 años debutó por primera vez con el grupo musical "ZE:A" junto a Hee-chul, Park Hyung-sik, Jun-young, Kwang-hee y Tae-heon y de los subgrupos "ZE:A Five" y "ZE:A J". El 9 de febrero del 2017 se anunció que el grupo se había separado.
En 2016 anunció que lanzaría su primer sencillo como solista.

### Televisión y cine
En el 2015 apareció por primera vez en el exitoso programa de televisión surcoreano Running Man (también conocido como "Leonning maen") donde formó equipo con sus compañeros de "ZE:A". Ese mismo año ganó el Premio Revelación en el noveno "Festival Musical anual Daegu Internacional" (en inglés: "Daegu International Musical Festival 2015") por su papel en el musical "All Shook Up”.
En el 2016 se unió apareció en el programa de espectáculo de variedades "King of Mask Singer" concursando como "A Day's Trip Chuncheon Station".
En el 2017 se unió al elenco de la serie Black, donde dio vida a Oh Man-soo, hasta el final de la serie en diciembre del mismo año.
El 21 de mayo del 2018 se anunció que se había unido al elenco principal de la serie About Time, donde dará vida a Jo Jae-yoo, un genio y habilidoso director musical que carece de humanidad.
En junio del 2019 se unió al elenco principal de la serie Chief of Staff (también conocida como "Advisor"), donde interpretó a Han Do-kyung, un interno de la Asamblea Nacional, hasta el final de la serie el 10 de diciembre del mismo año.
En septiembre del 2020 se unió al elenco principal de la serie The Probability of Going From Friends to Lovers (también conocida como "Chances of Going from Friends to Lovers"), donde dio vida a Ohn Jun-soo, hasta el final de la serie el 28 de noviembre del mismo año.
En marzo de 2020 se unió al elenco de la serie Joseon Exorcist, donde interpretó a Byeo-ri.
Ese mismo año aparecerá como parte del elenco principal de la película A Way Station, donde dará vida a Seung Hyun, un hombre que comienza a perder su memoria con el paso de los días debido a la enfermedad de Alzheimer.

## Filmografía

### Series de televisión
| Año     | Título                                          | Personaje           | Notas                      | Ref.          |
| ------- | ----------------------------------------------- | ------------------- | -------------------------- | ------------- |
| 2014    | Boarding House 24th St.                         | Kim Dong-jun        | 12 episodios               |               |
| 2014    | Climb The Sky Walls                             | Tae Ho              | -                          |               |
| 2016    | My Lawyer, Mr. Jo                               | Kim Yoo-shin        |                            | [ 18 ] [ 19 ] |
| 2016    | Still Loving You                                | Yoon Soo-ho         |                            |               |
| 2016    | Happy Hostage                                   | Hong Chan           | -                          |               |
| 2017    | Black                                           | Oh Man-soo          | 18 episodios               |               |
| 2018    | About Time                                      | Jo Jae-yoo          | -                          |               |
| 2019    | Chief of Staff                                  | Han Do-kyung        | 20 episodios               |               |
| 2020    | The Probability of Going From Friends to Lovers | Ohn Jun-soo         | 16 episodios               |               |
| 2021    | Summer Guys                                     | -                   | Aparición especial, ep. 10 | [ 20 ]        |
| 2021    | Joseon Exorcist                                 | Byeo-ri             | -                          |               |
| 2023-24 | Goryeo-Khitan War                               | Hyeonjong de Goryeo | 32 episodios               | [ 21 ]        |

### Películas
| Año  | Título        | Personaje  | Notas                                                          |
| ---- | ------------- | ---------- | -------------------------------------------------------------- |
| 2021 | A Way Station | Seung-hyun | junto a Kim Jae-kyung, Heo Jung-min, Yoon Yoo-sun y Jin Ye-sol |

### Programas de variedades
| Año              | Programa                                   | Notas                                                                         |
| ---------------- | ------------------------------------------ | ----------------------------------------------------------------------------- |
| 2010 - 2015      | Let's Go! Dream Team 2                     | miembro                                                                       |
| 2012, 2013, 2014 | Hello Counselor                            | 4 episodios - (Ep. #91, 135, 174 y 201) - invitado                            |
| 2014             | I Live Alone                               | episodios #76 - invitado                                                      |
| 2014             | Law of the Jungle in Borneo                | 8 episodios - (ep. #100-107) - miembro                                        |
| 2015, 2014       | Running Man                                | 5 episodios - (ep. #236, 199 y 192-194) - invitado                            |
| 2016             | King of Mask Singer                        | 2 episodios (ep. del #83-84) - concursó como "A Day's Trip Chuncheon Station" |
| 2018             | Law of the Jungle in Patagonia             | 4 episodios - miembro (ep. del #302-305)                                      |
| 2019             | Knowing Bros                               | invitado                                                                      |
| 2019             | Busted! 2                                  | (ep. #5) - invitado                                                           |
| 2019 - 2021      | Delicious Rendezvous (Delicious Rest Stop) | (ep. #1-presente) - miembro                                                   |

### Películas
| Año  | Título       | Personaje | Notas |
| ---- | ------------ | --------- | ----- |
| 2014 | Take My Hand | TaeHo     | -     |

## Premios y nominaciones
| Año  | Premio                                          | Categoría            | Trabajo             | Resultado |
| ---- | ----------------------------------------------- | -------------------- | ------------------- | --------- |
| 2015 | 9th annual Daegu International Musical Festival | Newcomer Award       | All Shook Up        | Ganó      |
| 2019 | 2019 SBS Entertainment Award                    | SBS Challenger Award | Delicious Rest Stop | Ganó      |